# École de Budapest

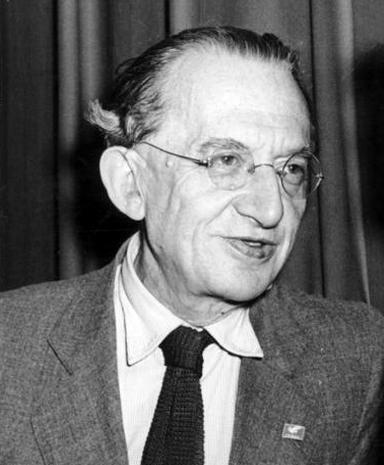
Georg Lukács

L'école de Budapest (en hongrois: Budapesti iskola ; en allemand : Budapester Schule) est un courant philosophique marxiste qui a émergé en Hongrie au début des années 1960 à la suite de l'insurrection de Budapest. Il se réclame d'un marxisme humaniste et appartient à la nouvelle gauche hongroise. L'appellation "école de Budapest" apparaît pour la première fois dans une lettre de Lukács datée de 1971 (reproduite dans Les Temps Modernes, no 337-338, août-septembre 1974). 
Ses principaux représentants sont Ágnes Heller, Ferenc Fehér, György Márkus, István Mészáros, et Mihály Vajda. 

## Description
L'École de Budapest naît au début dans années 1960 autour du philosophe Georg Lukács. L'expression renvoie au fait qu'un certain nombre de ses étudiants et collègues développent une pensée marxiste inspirée de son œuvre. Ils s'appuient notamment des ouvrages tardifs du philosophe sur l'ontologie sociale et sur l'esthétique.  
Ils ont une double ambition : d'une part étudier l'œuvre de Marx (notamment le « Jeune Marx »), et d'autre part, explorer de quelle manière cette œuvre peut éclairer les problèmes contemporains (et notamment les problèmes qui se posent dans les démocraties populaires). Leurs travaux portent sur un grand nombre de thèmes. Ainsi les travaux d'Ágnes Heller portent sur histoire de la philosophie (Aristote, la philosophie de la Renaissance), sur "la vie quotidienne", ou encore sur la théorie des besoins chez Marx. Les travaux György Márkus s'intéressent à l'ontologie et l'anthropologie marxistes (Marx et le concept d'essence humaine), mais aussi à la structure de la perception. Mihály Vajda se confronte à Husserl et la phénoménologie. Ferenc Feher prolonge, quant à lui, les travaux de Lukács sur l'esthétique et la littérature. 
La Commission de Politique culturelle auprès du Comité central condamnera certains des thèses de l'école de Budapest, en les qualifiant de "thèses anti-marxistes". Il s'agit notamment de leur mise en question de la nature "socialiste" des démocraties populaires. Un certain nombre des membres de l'école de Budapest sera alors renvoyés du Parti. Démis de leurs postes à l'université, leurs possibilités de faire de la recherche seront fortement réduites. Certains serons contraints à l'exil.
Par la suite, ils en sont venus à critiquer la conception lukacsienne du marxisme, et évoluer, pour certains vers une forme de post-marxisme, pour d'autres, à abandonner le marxisme.

## Œuvres
Ferenc Feher
- L'alliance de G. Lukacs et de B. Balazs (1968)
- Dostoïevski et la crise de l'individu (1973)
- Le roman est-il une forme problématique ? (1973)
- La philosophie de l'histoire du drame (1977)
- Au carrefour du romantisme anticapitaliste (1977)

Ágnes Heller
- L'Éthique d'Aristote (1966)
- L'homme de la Renaissance (1966)
- Valeur et histoire (1969)
- La vie quotidienne (1970)
- Hypothèses pour une théorie marxiste de la valeur (1972)
- Sur les instincts (1973)
- La théorie des besoins chez Marx (1976)
- Pour une philosophie radicale (1981)
- Théorie de l'Histoire (1981)

György Markus
- Épistémologie du jeune Marx (1960)
- Langage, logique et réalité: remarques critiques sur le Tractatus de Wittgenstein (1964)
- Marxisme et anthropologie. Le concept d'essence humaine dans la philosophie de Marx (1966)
- La perception et le problème esprit-corps (1968)
- Comment une économie critique est-elle possible ? (avec G. Bence et J. Kis, 1969-71)
- L'âme et la vie (1973)
- Langage et production (1982)

Ouvrages collectifs
- Individu et praxis (1975)
- Lukacs réévalué (1977-83)
- Marxisme et démocratie (1981)
- La dictature sur les besoins (1983)
- La Hongrie de 1956 revisitée (1983)

### Textes traduits en français
- Ágnes Heller, La théorie des besoins chez Marx, UGE, 1978
- Ágnes Heller, Pour une philosophie radicale, Sycomore, 1979 (traduit de l'allemand par Suzanne Blanot)
- Mihály Vajda, Fascisme et mouvement de masse, Sycomore, 1979 (traduit de l'anglais par Gérard Vallaud)
- Agnès Heller & Ferenc Feher, Marxisme et démocratie, Petite collection Maspéro, 1981 (traduit de l'anglais par Anna Libera ; introduction de Michael Löwy : “Le bilan globalement négatif”)
- György Markus, Langage et production, Denoël-Gonthier, 1982 (traduit de l'anglais par Jim Cohen, Christiane Legrand, Sami Naïr)

### Textes sur l'École de Budapest (en français)
- Les Temps Modernes, no 337-338, août-septembre 1974 (numéro consacré à l'École de Budapest)
- Joseph Gabel, "Marxisme hongrois, « hungaro-marxisme » et École de Budapest", dans L'Homme et la société, no 35-36, 1975. p. 45-61.
- Jean-Michel Palmier, "Quelques remarques sur l'actualité de l'école de Budapest", préface de La théorie des besoins chez Marx, p. 7-34
- Sami Nair, "L'École de Budapest", dans Labica, G. et Bensussan, G (dir.), Dictionnaire critique du marxisme, Paris, Presses universitaires de France, « Quadrige » 1999
- Philippe Despoix, « L'École de Budapest : trois variations sur l'idée de théorie critique », Critique, n° 517-518, 1990, p. 617-632.
- André Tosel, « Le dernier Lukàcs et l’école de Budapest », dans Bidet, J. & Kouvélakis, E., Le dictionnaire Marx contemporain, PUF, 2001
- Ágnes Heller, La valeur du hasard. Ma vie, Payot, Bibliothèque Rivages, 2020, chap. 9 "Nouveau départ et l'école de Budapest", p. 121-151.